# Anastrepha loewi
Anastrepha loewi är en tvåvingeart som beskrevs av Stone 1942. Anastrepha loewi ingår i släktet Anastrepha och familjen borrflugor. Inga underarter finns listade i Catalogue of Life.